# Escorxador de Myanmar
El escorxador de Myanmar (Lanius collurioides) és un ocell de la família dels lànids (Laniidae).

## Hàbitat i distribució
Habita garrigues i terres de conreu, a les muntanyes al nord-est de l'Índia, Myanmar, sud de la Xina i sud-est d'Àsia, a excepció de la Península Malaia.